# Isaac Mao
Isaac Mao (xinès simplificat: 毛向辉, xinès tradicional: 毛向輝, pinyin: Máo Xiànghuī) és un enginyer informàtic conegut per haver estat un dels primers bloguers xinesos, defensor de la llibertat d'expressió i ideòleg de la filosofia del "sharisme".
Isaac Mao Mao va estudiar enginyeria informàtica a la Universitat Jiao Tong de Xangai. Actualment treballa d'arquitecte de programari, empresari i investigador en ensenyament i tecnologia social en diverses institucions, entre les quals cal destacar el Projecte Tor, Global Voices Online i, sobretot, la Social Brain Foundation. Dirigida per ell mateix, la Social Brain Foundation (successora de CNBlog.org) desenvolupa iniciatives a la xarxa de comunicació social i cultura lliure, defensant el dret a la informació i la llibertat d'expressió a la Xina.
També és el director de la Fundació per al Desenvolupament dels Joves de Xangai i l'impulsor de la Conferència de Bloguers Xinesos (Xangai 2005, Hangzhou 2006, Pequín 2007 i Guangzhou 2008).